# Slavenska mitologija
Slavenska mitologija je starovjerje slavenskih naroda koje se razvijalo kroz otprilike 3000 godina. Pretpostavlja se da neki njeni dijelovi dolaze iz neolitika, ili čak mezolitika. To vjerovanje dijeli brojne značajke s vjerama ostalih indoeuropskih naroda, kojima su Slaveni srodni. Tijekom 19. stoljeća javio se veći interes za rekonstrukciju mitologije i obnavljanje duhovnosti. 
Neopogani pokreti suvremenoga doba koji temelje svoju vjeru na slavenskoj mitologiji nazivaju se Rodnovjerje.

### Pisani izvori
Ne postoje pisani izvori o slavenskoj mitologiji prije rascjepkavanja protoslavenskih etničkih grupa na zapadne, istočne i južne Slavene. Moguća iznimka možda je kratki zapis u Herodotovoj Povijesti, gdje spominje pleme Neuri na dalekom sjeveru, čiji su se ljudi, kako Herodot veli, pretvarali u vukove nekoliko dana svake godine. Neki istraživači protumačili su ovo kroz vjerovanja slavenskih naroda u vukodlake, dok ostali smatraju kako je Herodot govorio o drevnim slavenskim karnevalskim festivalima, kada su grupe mladića lutale selima noseći maske. Ipak, utvrđivanje identiteta "Neura" s Protoslavenima ostaje kontroverza.    
Prvi konačan spomen Slavena i njihove mitologije u zapisanoj posvijesti napravio je u 6. stoljeću bizantski povjesničar Prokopija, čije je djelo Bellum Gothicum opisivalo uvjerenja stanovitog južnoslavenskog plemena koji je prešao rijeku Dunav u samo dva dana. Prema Prokopiju, ovi su Slaveni štovali jednog boga, gospodara svega, koji je stvorio grom i munje. Iako Prokopije ne spominje ime božanstva, da se zaključiti kako se odnosilo na boga Peruna iz kasnijih povijesnih izvora, jer u mnogim današnjim slavenskim jezicima Perun označava "grom". Istovremeno, Prokopije spominje i vjerovanja u razne demone i nimfe (vile), no ne spominje njihova imena.
Povijest minulih godina veliko je djelo s mnogim vrijednim referencama o paganskoj vjeri istočnih Slavena. Iako je zapis sastavljen na početku 12. stoljeća, sadrži reference i kopije starijih dokumenata, i opisuje događaje prije krštenja kijevskih Rusa. Dva božanstva, Perun i Veles, spomenuti su u tekstu mirovnih ugovora između paganskih vladara istočnih Slavena i bizantskih careva. Kasnije, Nestor Ljetopisac opisuje državni panteon koji je oveo princ Vladimir u Kijevu 980. godine. Vladimirov je panteon sadržavao Peruna, Horsa, Daždboga, Striboga, Simargla i Mokoš. Hipatijevski ljetopis također spominje Svaroga, kojeg se može usprediti s grčkim Hefestom. Također su zanimljivi odlomci istočnoslavenskog epa Slovo o polku Igoreve, koji se odnose na Velesa, Daždboga i Horsa.
Još jedan vrijedan dokument jest Chronica Slavorum, koju je napisao Helmold, njemački svećanik, u kasnom 12. stoljeću. Spominje Černoboga, Porenuta i Živu, nekoliko neimenovanih bogova čije su statue imale nekoliko glava i, napokon, velikog boga Svantevida, koji je prema Helmoldu bio najvažniji bog svih zapadnih Slavena
Treći, vjerojatno najvažniji zapis dolazi od danskog ljetopisca Saxa Grammaticusa, koji je u svom djelu Gesta Danorum opisao rat između danskog kralja Waldemara i rügenških Venda, osvajanje njihovog grada na rtu Arkona i uništenje velikog hrama boga Svantevida koji je tamo stajao. Saxo je pedantno opisao štovanje Svantevida, običaje vezane uz njega, visoku četveroglavu statuu boga, no spomenuo je i ostale višeglave bogove Slavena: Ruđevida i Porevida.

### Arheološki ostatci
Pronađene su statue nekoliko slavenskih božanstava. 1848. godine, na obali rijeke Zbruč, pronađena je visoka kamena statua, s četiri lica ispod jednog kamenog šešira. Zbog sličnosti sa Saxovim opisima velikog idola u hramu Rügena, statua je odmah proglašena kao prikaz Svantevida. 

## Slavenski panteon
Veoma širok raspon božanstava bio je štovan među slavenskim narodima, na širokom geografskom području od obala Baltika do obala Crnog mora, u vremenskom rasponu od preko 600 godina. Povijesni izvori također pokazuju da je svako slavensko pleme štovalo vlastite bogove, te je kao takvo imalo vlastiti panteon. U cjelini, staroslavenske religije čine se prilično lokalne i kultne po naravi, te su se bogovi i uvjerenja razlikovali od plemena do plemena. Ipak, kao što je to slučaj s raznim slavenskim jezicima (svi potječu od jednog, protoslavenskog jezika), moguće je uspostaviti neku vrstu protoslavenskog Olimpa, i kroz pažljivo proučavanje običaja naroda, rekonstruirati neke elemente ovog prvotnog panteona, od kojih su potekli razni bogovi slavenskih plemena, koji često imaju različita imena i ulogu od prvotnih.

### Vrhovni bog
Postoje brojne današnje teorije o vrhovnom bogu Slavena, poput Roda ili Svaroga, te povijesni izvori kako su neka plemena štovala Svarožića, Svantevida ili Triglava kao svoje vrhovno božanstvo. No, najboljim se kandidatom za ovo mjesto smatra Perun. Njegovo je ime najčešće spominjano u svim povijesnim zapisima slavenske religije; zapravo, Perun je prvi slavenski bog ikada spomenut u zapisanoj povijesti (Prokopije spominje kako je bog groma i munje jedini bog Slavena, bog svega). Povijest minulih godina spominje ga kao vrhovnog boga kijevskih Rusa prije kristijanizacije. Kratka bilješka u Helmoldovom djelu Chronica Slavorum tvrdi kako zapadni Slaveni vjeruju u jedinstvenog boga koji vlada nad svim ostalim božanstvima: ime ovog boga nije spomenuto, no otvorena je mogućnost kako je Helmold mislio upravo na Peruna. Iako ne pronalazimo Perunovo ime u nijednom većem zapisu zapadnih Slavena, bio je poznat svim granama Slavena, što se da zaključiti prema velikom broju toponima koji i danas nose njegovo ime u raznim slavenskim zemljama. Naposljetku, analizirajući folklorne tekstove, da se zaključiti kako je Perun jedino slavensko božanstvo koje je izjednačeno s kršćanskim Bogom. Ovo su snažni pokazatelji kako je Perun zapravo bio vrhovni bog originalnog protoslavenskog panteona.
Perun je, doduše, imao svog dvojnika. Kao što je to Roman Jakobson istaknuo, u svakom spominjanju Peruna kroz povijesne zapise, spominje se još jedan bog, Veles. Ova povezanost očita je i kod promatranja toponima. Kada pronađemo brdo ili planinski vrhunac u čijem se imenu nazire povezanost s Perunovim imenom, ispod njega, u nizinama, obično u blizini rijeke, postojat će mjesto čije je ime povezano s Velesom. Nadalje, kako je Perun u narodu ponekad poistovjećivan s Bogom, Veles je poistovjećivan sa Sotonom.

### Bogovi

#### Perun i Veles
Ivanov i Toporov rekonstruirali su drevni mit koji je uključivao dva velika boga protoslavenskog panteona, Peruna i Velesa. Njih su dvoje suprotni jedan drugom u gotovo svakom pogledu. Perun je nebeski bog groma i munje, vatrenog i suhog, koji vlada živim svijetom iz svoje utvrde visoko iznad, koja se nalazi na najvišoj grani Svjetskog drveta. Veles je podzemni bog povezan s vodom, zemljom i vlagom, kralj podzemlja, koji vlada carstvom mrtvih iz korijenja Svjetskog drveta. Perun je davatelj kiše zemljoradnicima, bog rata i oružja. Veles je bog stoke, zaštitnik pastira, povezan s magijom i trgovinom.
Svemirska borba između njih dvoje odzvanja drevnim indoeuropskim mitom o borbi između gromovitog boga i zmaja. Napadajući ga munjama i gromovima s nebesa, Perun proganja svog zmijolikog neprijatelja Velesa koji klizi nad zemljom. Veles izaziva Peruna i bježi, pretvarajući se pritom u razne životinje, skrivajući se iza drveća, kuća, ili ljudi. Naposljetku, Perun ga ubija, ili Veles bježi u vodu, u podzemni svijet. Ubivši Velesa, Perun ga ne uništava, već ga jednostavno vraća natrag na njegovo mjesto u svijetu mrtvih. Zato je mir u svijetu, koji je poremetio Veles, ponovo uspostavio Perun. Ideja o gromu i munjama koji su zapravo božanska borba između vrhovnog boga i njegovog zakletog neprijatelja Slavenima je bila veoma važna, i nastavila je postojati kao uvjerenja dugo nakon što su Perun i Veles zamijenjeni Bogom i Sotonom. Grom koji je udario u drvo ili u kuću seljaka koju bi naposljetku i spalio objašnjavan je kroz uvjerenje o vrhovnom božanstvu koje napada svog zemaljskog, podzemnog, neprijatelja.
Neprijateljstvo između ova dva boga objašnjavana je također kroz Velesovu krađu Perunove stoke, ili Perunove krađe Velesove stoke (pošto je Veles bio bog stoke, vlasništvo nad istom upitno je). Motiv iza krađe božanske stoke čest je u indoeuropskoj mitologiji; stoka se zapravo može protumačiti kao metafora za nebesku vodu ili kišu. Pa tako Veles krade kišnicu od Peruna, ili Perun krade Velesovu vodu radi stvaranja kiše (opet, pošto je Veles povezan s vodama, a Perun s nebom i oblacima, nejasno je kome pripada kiša). Još jedan razlog neprijateljstva mogla bi biti i krađa žene. Kroz priče naroda postaje jasno kako je Sunce smatrano Perunovom ženom. Ipak, Sunce, prema mitskom pogledu na svijet, umire svake večeri kada utone iza obzora u podzemlje, gdje provodi noć, što su Slaveni objasnili kao Velesovu krađu Perunove žene (no, istovremeno, ponovo rađanje Sunca u zoru može se protumačiti kao Perunova krađa Velesove žene).

#### Jarilo i Morana
Katičić i Belaj nastavili su putem Ivanova i Toparova te rekonstruirali mit koji uključuje boga plodnosti i vegetacije, Jarila, te njegovu sestru i ženu Moranu, žensko božanstvo prirode i smrti. Jarila se povezuje s Mjesecom, dok je Morana smatrana kćerkom Sunca. Oboje su djeca Perunova, rođeni u noći nove godine. Ipak, iste večeri, Jarilo je ukraden iz kolijevke i odveden u podzemni svijet, gdje ga Veles odgaja kao svog sina. Tijekom Jurjeva, proljetnog festivala, Jarilo se vraća iz svijeta mrtvih, noseći proljeće iz vazdazelenog podzemlja u svijet živih. Tada susreće svoju sestru Moranu i udvara joj se. Na početku ljeta, Kupalo slavi njihovo božansko vjenčanje. Sveta zajednica brata i sestre, djece vrhovnog boga, donosi plodnost i izobilje, osiguravajući bogatu žetvu. Istovremeno, kako je Jarilo Velesov posinak, a njegova žena kćer Perunova, ovaj brak donosi mir među dva velika boga; drugim riječima, osigurava kako neće biti oluja koje bi mogle naštetiti žetvi.
Ipak, nakon žetve, Jarilo postaje nevjeran prema svojoj ženi, te ga ona iz osvete ubija (vraća ga natrag u podzemni svijet), oživljavajući neprijateljstvo između Peruna i Velesa. Bez njenog muža, boga plodnosti i vegetacije, Morana – i čitava priroda – vene i smrzava se tijekom nadolazeće zime; Morana postaje stara, užasna i opasna božica tame i leda, i naposljetku umire na kraju godine. Čitav se mit ponavlja svake godine, a prepričavanje njegovih ključnih dijelova pratilo je sve veće godišnje festivale slavenskog kalendara. Priča također pokazuje brojne paralele sa sličnim mitovima baltičke i hetitske mitologije.

#### Svarog, Svarožić, Dažbog
Ime Svaroga pronađeno je samo u istočnoslavenskim spisima, gdje je obično ravnan s grčkim kovačem, bogom Hefestom. Ipak, ime je veoma staro, što pokazuje kako je Svarog bio božanstvo protoslavenskog panteona. Korijen imena, svar, znači bistro, jasno, dok sufiks –og označava mjesto. Pri usporedbi sa Svargom, Svarog jednostavno označava (danje) nebo. Moguće je da je Svarog prvotni nebeski bog panteona, slavenska verzija protoindoeuropskog *Dyḗus ph₂tḗr. Svarog se isto tako može protumačiti kao sjajno, vatreno mjesto; kovačnicu. Ovo, kao i njegovo poistovjećivanje s grčkim bogom Hefestom označava njegovu povezanost s vatrom i kovanjem. Prema tumačenjima Ivanova i Toparova, Svarog je imao dva sina: Svarožića, koji je predstavljao vatru na zemlji, i Dažboga, koji je predstavljao vatru na nebu i bio povezan sa Suncem. Smatra se kako je Svarog iskovao Sunce i dao ga svom sinu Dažbogu da ga nosi preko neba.
U ruskim zapisima poistovjećen je sa Suncem, i folklor ga se prisjeća kao dobroćudno božanstvo svjetlosti i neba. Srpski folklor, pak, predstavlja mnogo mračniju sliku; zapamćen je kao Dabog, zastrašujuće i šepavo božanstvo koje je čuvalo vrata podzemlja, povezano s rudarstvom i dragim metalima. Veselin Čajković istaknuo je kako ova dva gledišta zapravo odlično objedinjuju slavenski simbolizam solarnog božanstva; dobroćudna strana predstavlja Dažboga tijekom dana, kada nosi Sunce preko neba. Zastrašujući i neugledni Dabog vodi Sunce kroz podzemlje tijekom noći. Ovaj se uzorak može prenijeti i na Sunčev godišnji ciklus; dobroćudno gledište povezano je s mladim, ljetnim Suncem, dok je zlonamjerno gledište povezano sa zimskim Suncem.
Ruski su seljaci Svarožića štovali kao vatrenog duha seljaka čak i nakon kristijanizacije. Bio je također poznat među zapadnim Slavenima, no tamo je štovan kao vrhovno božanstvo u svetom gradu Radagestu. Svarožić je jednostavno deminutiv Svarogova imena, i kao takav možda je samo još jedan aspekt Dažboga. Također postoji gledište kako je Svarog predak svih slavenskih bogova, te da je Svarožić zapravo epitet svim ostalim božanstvima, pa su tako Dažbog, Perun i Veles mogući Svarožići.

#### Svantevid i Triglav
Ironično je kako se ne može jasno razlučiti položaj spomenuta dva boga u protoslavenskom panteonu, iako je o njima najviše zapisano. Lako se da zaključiti kako su igrali važnu ulogu svim poganskim Slavenima po značajnom broju toponima čija se imena povezuju s imenim ovih bogova, te po otkrićima višeglavih statua u raznim slavenskim zemljama. Oba su se boga smatrala vrhovnima na raznim područjima; povezivani su s divljenjem i simbolizirao ih je konj. Moguća značajna razlika među njih dvoje jest ta da je Svantevid imao bijelog konja, dok je Triglav imao crnog, te je Svantevid predstavljan s četiri glave dok je Triglav (kao što mu i samo ime govori) s tri glave. Svantevid je isto tako bio povezan s ratnim pobjedama, žetvom i trgovinom.
Pretpostavljene su mnoge hipoteze o njima: da su zapravo jedno božanstvo, s nekim sličnostima; da zapravo nisu bili jedinstveno božanstvo već dijelovi triju ili četiriju različitih bogova, poput mini-panteona. Slavenski neopogani smatraju kako je upravo Triglav predstavljao Sveto Trojstvo. Svantevid je isto tako bio proglašen kasnim zapadnoslavenskim Perunom ili Jarilom, ili uspoređivan sa Svarožićem kao solarno božanstvo. Nijedna od navedenih hipoteza nije poptuno zadovoljavajuća, te su većina samo nagađanja (još jedan pokušaj rekonstruiranja slavenske mitologije kakva bi trebala biti, umjesto otkrivanja kakva je zapravo bila). 

#### Zora i Danica
Iako njihova imena predstavljaju normalne prirodne pojave u okolini, u svim slavenskim narodima opisivalo ih se kao osobe, ili povezivalo s osobama, na sličan način kao što je to učinjeno sa Suncem i Mjesecom. Danica (mitologija) je često nazivana Sunčevom mlađom sestrom ili kćerkom, i vjerojatno je povezivana s Moranom. Isto tako, Zora (mitologija) je smatrana Sunčevom majkom ili starijom sestrom. 
Izuzev navedenih, u ovom trenutku ostatak bogova ne može se sa sigurnošću prozvati protoslavenskim božanstvima. Ipak, treba napomenuti kako je moguće da su svi ovi bogovi bili poznati pod različitim imenima čak i na istom jeziku. Religiozni tabui korištenja pravih imena božanstava zasigurno je postojao među Slavenima, i radi toga bogovima su često dodijeljivana dodatna imena ili pridjevi, opisivajući njihove vrline i kvalitete. Tijekom vremena, ovi su pridjevi preuzeli vlastita značenja.

## Vanjske poveznice
- Slavenska mitologija i religija - Proleksis enciklopedija
- Slavenska religija - Britannica Online (engl.)